# Хакер (журнал)
«Ха́кер» — ежемесячный цифровой журнал, посвящённый вопросам информационной безопасности, программирования и администрирования компьютерных сетей. В качестве бумажного журнала издавался медиакомпанией «Gameland» с 1999 года и в 2000-е был одним из самых популярных российских компьютерных журналов с высоким уровнем продаж. Комплектовался двумя CD, затем двухслойным DVD, с 2014 года журнал выходит без DVD в связи с повсеместным распространением широкополосного интернета, вместо этого образ диска стал публиковаться непосредственно на сайте. C 2013 года журнал продавался не только в бумажном виде, но и в цифровом: в Google Play, AppStore и в виде PDF-файла.
С июля 2015 года от бумажной версии отказались. Однако журнал не превратился в сайт, а продолжил выпускать ежемесячные номера в формате PDF по подписке. На официальном сайте журнала ежедневно публикуются новости на тему информационных технологий.

## История
- Первый номер журнала (январь 1999 года) был практически полностью посвящён компьютерным играм, но уже во втором номере тема поиска уязвимостей стала занимать главное место[4]. Через год количество геймерского материала сократилось до 20 %[5], а потом раздел о играх был убран вовсе.
- Тираж в 2001 году — 50 тыс.[6].
- В 2000-е годы в журнал активно писал известный российский хакер и автор многих книг Крис Касперски.
- В юбилейном сотом выпуске за апрель 2007 года была опубликована история журнала. Редакцией были отсканированы самые первые выпуски, которые ранее не были доступны в интернете.
- В конце 2000-х / начале 2010-х стилистика текста стала серьёзнее из-за изменений в редакторском составе.
- В августе 2010 года компания EligoVision разработала «живую 3D метку» дополненной реальности, которая впервые была использована в сентябрьском выпуске журнала «Хакер»[7][8].
- Июнь 2015. Отказ от бумажной версии журнала в пользу электронного формата.

## Оценки
Юрист Р. Дремлюга считает, что «Хакер» является журналом криминальной субкультуры и сравнивает его издание с изданием журнала «Карманник», в котором бы рассказывалось о способах кражи кошельков. Социальный антрополог М. Алексеевский в исследовании о телефонных хулиганах отмечает, что из всех СМИ только «Хакер» продемонстрировал непредвзятый подход к указанной теме. Алексей Федорчук в историческом обзоре русскоязычной прессы о Linux отметил, что этот журнал среди прочих освещает вопросы, связанные с этой операционной системой (а также ОС семейства BSD).

## Популярность
В 2008 году это был один из самых популярных компьютерных журналов в молодёжной среде.
В начале 2010-х журнал пользовался спросом со стороны государственных учреждений России, Беларуси (IT ВУЗы) и Украины, в частности украинской Верховной Рады.

## Редакция
Главный редактор — Андрей Письменный (с 2019 года), ведущий редактор — Валентин Холмогоров, редактор новостей — Мария Нефёдова, литературный редактор — Евгения Шарипова. В консультационный совет издания входят: Олег Афонин, Иван aLLy Андреев, Марк Бруцкий-Стемпковский, Юрий Язев, Nik Zerof.
Первым главным редактором издания был Сергей SINtez Покровский. В декабре 2002 году его назначили издателем всех цифровых журналов Gameland, и кресло главного редактора издания занял Александр 2poisonS Сидоровский. В 2004 году его сменил Иван Cutter Петров. В марте 2006 года Петров ушёл работать в электронную коммерцию и увёл с собой значительную часть авторов. Обновлённую редакцию до апреля 2012 года возглавлял Никита Nikitos Кислицин, ушедший затем в Group-IB. Новым главредом стал Степан Ильин. В 2019 году, когда «Хакер» уже был только цифровым, Ильина сменил Андрей Письменный.
В конце 1999 года вышел первый специальный выпуск «Хакера», который включал лучшие материалы за год и назывался «Хакер. Спец». С января 2002 года «Хакер. Спец» стал отдельным ежемесячным изданием, которое возглавил Александр Holod Черных. Каждый номер был тематическим. В 2007 году журнал был преобразован в «IT-Спец», последний номер вышел в октябре 2008 года.